# Tanker 910
O Tanker 910 é um McDonnell Douglas DC-10 especialmente modificado para combate a incêndios e o único avião widebody adaptado para essas funções.